# ナイアド 〜その決意は海を越える〜
『ナイアド 〜その決意は海を越える〜』（ナイアド そのけついはうみをこえる、原題：Nyad）は、2023年制作のアメリカ合衆国の映画。
64歳でフロリダ海峡約180キロを泳いで横断する偉業を成し遂げたスイマー、ダイアナ・ナイアドの実話を映画化。アネット・ベニング、ジョディ・フォスターらが出演。2023年10月20日から一部劇場で公開された後、Netflixで2023年11月3日から配信される予定。

## キャスト
- ダイアナ・ナイアド（英語版）：アネット・ベニング
- ボニー・ストール：ジョディ・フォスター
- リス・エヴァンス